# James Hope (1er baron Rankeillour)
Pour les articles homonymes, voir Hope.
James Fitzalan Hope, 1er baron Rankeillour, (11 décembre 1870 - 14 février 1949), est un homme politique conservateur britannique. Il est président des voies et moyens de 1921 à 1924 et de nouveau de 1924 à 1929.

## Jeunesse et formation
Membre de la famille Hope dirigée par le marquis de Linlithgow, Hope est le troisième mais unique fils survivant de James Hope-Scott, d'Abbotsford House, et de Lady Victoria Alexandrina Fitzalan-Howard, fille aînée de Henry Fitzalan-Howard (14e duc de Norfolk). Il fait ses études à The Oratory School et à Christ Church, Oxford.

## Carrière politique
Il est député conservateur pour Sheffield Brightside de 1900 à 1906 et pour Sheffield Central de 1908 à 1929. Hope sert sous Herbert Henry Asquith comme trésorier de la maison de 1915 à 1916 et sous David Lloyd George comme Lords du Trésor de 1916 à 1919 et secrétaire parlementaire et financier du ministère des Munitions de 1919 à 1921, lorsque ce poste est supprimé. Il est président de Ways and Means (vice-président de la Chambre des communes) de 1921 à février 1924 et de nouveau de décembre 1924 à 1929, lorsqu'il perd à Walthamstow-Est. Il est admis au Conseil privé dans les honneurs du Nouvel An de 1922 et élevé à la pairie comme baron Rankeillour, de Buxted dans le comté de Sussex, en 1932.

## Famille
Lord Rankeillour épouse Mabel Helen Riddell, la plus jeune fille de Francis Henry Riddell, en 1892. Ils ont trois fils (dont deux deviennent tour à tour barons) et une fille. Après la mort de sa première femme en 1938, il épouse Beatrice Minnie Ponsonby Moore, fille unique de Ponsonby William Moore, 9e comte de Drogheda et veuve de Struan Robertson Kerr-Clark, en 1941 .
Il meurt en février 1949, âgé de 78 ans, et est remplacé par son fils aîné, Arthur Hope 2e baron Rankeillour. Lady Rankeillour est décédée en mai 1966. Leur plus jeune fils, Henry John, succède à son frère au titre en 1958.